# Kaufbach (Wilsdruff)
Kaufbach ist ein Ortsteil der sächsischen Stadt Wilsdruff im Landkreis Sächsische Schweiz-Osterzgebirge.

## Geographie

### Lage
Kaufbach liegt im Tal des Kaufbaches, der in Wilsdruff in die Wilde Sau mündet. Im Norden Kaufbachs liegt die Bundesautobahn 4, im Osten die Bundesautobahn 17.

### Nachbarorte
Um Kaufbach liegen die Orte
| Klipphausen | Hühndorf                                    |             |
| Wilsdruff   | Kompassrose, die auf Nachbargemeinden zeigt | Unkersdorf  |
| Grumbach    |                                             | Kesselsdorf |

## Geschichte
Kaufbach wurde 1281 als „Cofbach“ erstmals urkundlich erwähnt. Der Ort ist als Waldhufendorf angelegt. Seit 1952 ist Kaufbach zum Kreis Freital (später Landkreis) gehörig. Am 1. Januar 1973 wurde der bis dahin eigenständige Ort nach Wilsdruff eingemeindet. Ab 1994 war Kaufbach dem Landkreis Meißen angehörig. 1998 wurde Kaufbach vom Landkreis Meißen an den Weißeritzkreis abgegeben. 2008 ging der Wilsdruffer Ortsteil in den Landkreis Sächsische Schweiz-Osterzgebirge über.